# Nijemci u Vojvodini
Nijemci su jedna od nacionalnih manjina u autonomnoj pokrajini Vojvodini u Republici Srbiji.

## Jezik i vjera
Govore srpskim jezikom, a znanje njemačkog je iz čisto ekonomskih razloga. Po vjeri su rimokatolici i protestanti.

## Naseljenost
Prema popisu iz 2002. u Vojvodini je živjelo 3.154 Nijemca.

## Povijest
Na područje današnje Vojvodine su u najvećem broju došli nakon što je oslobođena od Turaka, a osobito za vrijeme kolonizacija u 18. st. što su ih planski sprovodili habsburški vladari.
Stariji doseljenički val je govorio švapskim dijalektom. 
Broj Nijemaca se povećavao i prirodnom germanizacijom, ali i germanizacijskom politikom. Tako su asimilirani u Nijemce i vojvođanski Slaveni (Hrvati i Slovaci), Mađari, ali i doseljenici iz drugih zemalja, kao Francuzi iz Lotaringije.
Pred Drugi svjetski rat, najveća koncentracija Nijemaca je bila u općinama Odžacima (68,9%), Vrbasu (61,1%) i Apatinu (60,3%). 
Krajem i nakon Drugog svjetskog rata se znatno smanjio broj Nijemaca. Razlozi su višestruki: poginuli kao vojnici, prebjezi pred novom vlašću (oko 250.000), umrli u radnim logorima, osvetnička smaknuća (i krivih i nedužnih) prigodom oslobađanja zemlje, deportacije i kasnija iseljavanja, povratak asimiliranih obitelji izvornoj nacionalnosti (radi sigurnosti i izbjegavanja progona, ali i radi osiguravanja napretka u novom sistemu) kod obitelji kod kojih je postojalo sjećanje na stari identitet kao i etnička mimikrija. Kod potonje su brojni Nijemci se izjasnili Hrvatima ili Mađarima.
Na opustjela imanja Nijemaca su u razdoblju od 1945. – 1950. za vrijeme kolonizacije Vojvodine doseljeni pripadnici jugoslavenskih konstitutivnih naroda iz svih republika prema određenim kvotama i to iz pasivnih krajeva. Najveći udio među novonaseljenima su imali Srbi, zatim su slijedili Crnogorci, Hrvati, Makedonci, Muslimani te Slovenci.

## Kultura
Danas izlazi dvomjesečnik Fenster u Srijemskim Karlovcima.
1996. je godine Rudolf Weiss osnovao Njemački narodni savez, kulturnu udrugu Nijemaca sa sjedištem u Subotici. 18. veljače 2013. bit će svečana promocija subotičkog njemačkog udruženja Maria Theresiopolis, osnovanog nešto prije te prvog broja lista ovog udruženja, novine Guck mal, u Čitaonici subotičke Gradske knjižnice, a na promociji će biti njemački zbor Regenbogen, djeca iz dječjih vrtića i osnovnih škola, te klaviristica Tara Glončak Karapandžić.
Od 1998. na Radiju Subotici emitira se jednosatna emisija na njemačkom jeziku Unsere Stimme.

## Stanje po popisima
- 1880.: 285.920 (24,4%). Bili su 2. po brojnosti zajednica, iza Srba.
- 1890.: 321.563 (24,2%). Bili su 3. po brojnosti zajednica, iza Srba i Mađara.
- 1900.: 336.430 (23,5%). Bili su 3. po brojnosti zajednica, iza Srba i Mađara.
- 1910.: 323.779 (21,4%). Bili su 3. po brojnosti zajednica, iza Srba i Mađara.
- 1921.: 333.272 (22%). Bili su 3. po brojnosti zajednica, iza Srba i Mađara.
- 1931.: 343.000 (21%). Bili su 3. po brojnosti zajednica, iza Srba i Mađara.
- 1941.: 318.259 (19,4%). Bili su 3. po brojnosti zajednica, iza Srba i Mađara. Podatci su kombinirani s podatcima iz 1931. za Banat i Srijem.
- 1948.: 31.821 (1,9%). Bili su 6. po brojnosti zajednica.
- 1971.:  7.243 (0,4%)
- 1981.:  3.808 (0,2%)
- 2002.:  3.154 (0,16%)

## Vanjske poveznice
- Glas Koncila  Arhivirana inačica izvorne stranice od 27. rujna 2009. (Wayback Machine) Nekažnjeni zločini nad Podunavskim Švabama
- Genocide of The Ethnic Germans in Yugoslavia 1944-1948  Arhivirana inačica izvorne stranice od 23. prosinca 2008. (Wayback Machine)
- (srpski) Grad Subotica  Arhivirana inačica izvorne stranice od 17. veljače 2013. (Wayback Machine) Guck mal
- Mihael Antolović: Prikaz knjige Zorana Janjetovića Nemci u Vojvodini, ČSP, br. 3., Zagreb, 2010., str. 927. – 929.